# Arthur Olivier
Arthur Olivier (Poperinge, 1892 - Aartrijke, 30 oktober 1956) was landbouwer en gedeputeerde van West-Vlaanderen.
In 1919 trouwde Olivier met de landbouwersdochter Adrienne Lievens en maakte van de ouderlijke hoeve zijn 'hoofdkwartier'. Een van hun kinderen was Hendrik Olivier, die eveneens gedeputeerde van West-Vlaanderen werd.
Van 1921 was hij katholiek provincieraadslid en van 1924 lid van de Bestendige Deputatie, twee mandaten die hij onafgebroken uitoefende tot aan zijn dood.
Olivier speelde een belangrijke rol in en voor de landbouw in West-Vlaanderen. Hij was onder meer de promotor van de West-Vlaamse Proeftuinen en van het Provinciaal Onderzoekscentrum in Rumbeke-Beitem, dat zijn naam draagt.
Als persoonlijkheid was hij een romanfiguur, 'larger than life'.